# Ryuji Mochizuki
Ryuji Mochizuki (født 6. september 1988) er en japansk fodboldspiller.
Han har spillet for flere forskellige klubber i sin karriere, herunder Fujieda MYFC.